# ケニー・ノエス
ケニー・ノエス ( Kenny Noyes, 1979年6月18日 - ) は、スペイン・バルセロナ生まれ、アメリカ国籍のオートバイレーサー。2010年よりロードレース世界選手権Moto2クラスに参戦中。

## 経歴

### 幼少期
アメリカ人オートバイレーサーであり、ジャーナリストでもある父デニスと、同じくアメリカ人の母ハイディの間に生まれる。マドリードの北にあるミラフローレス・デ・ラ・シエラの村で幼少期を過ごし、4歳のときからモトクロッサーに乗り始めた。

### ダートトラック時代
ノエスが14歳のとき、一家はアメリカに戻ることとなり、南カリフォルニアに居を移した。17歳からダートトラックレースを本格的に始め、最初はホンダ・XR100を駆り、ケニー・ロバーツ、クリス・カー、ダグ・チャンドラーらを輩出した伝説的なダートオーバルトラック、"Lodi Cycle Bowl"を拠点に腕を磨いた。2000年にはUSAプロ・シングルズ・ナショナル・ダートトラック選手権(600cc)でシリーズチャンピオンを獲得した。

### 再びスペインへ
タイトル獲得後、ノエスはバルセロナのホンダ・BQRチームの誘いを受け、スペインに戻りロードレース(スペイン国内選手権、CEV)に転向した。舗装路でのレースはこれまで全く経験が無かったため、当初の数年は苦戦が続いたが、2003年には国内スーパーストック選手権(1000cc)でチャンピオンを獲得した。その翌年にはFolchチームに移籍しヤマハのマシンを駆り、2005年にはスペイン耐久選手権でチャンピオンとなった。その後もCEVの最高峰、フォーミュラ・エクストリームクラスを中心に参戦を続け、2008年の最終戦ヘレスでスズキ・GSX-R1000を駆りクラス初優勝を果たした。2009年シーズンはカワサキ・ニンジャZX-10Rにマシンを乗り換え、1勝、2位2回を記録した。

### Moto2参戦
2010年シーズン、ノエスはプロモ・レーシングが運営母体となり、俳優のアントニオ・バンデラスが経営に参加するチーム「ジャック＆ジョーンズbyアントニオ・バンデラス」からロードレース世界選手権の新カテゴリー、Moto2クラスにデビューを果たした。開幕前の3回の公式テストではそれぞれ総合2位、3位、5位のタイムを出し、注目を浴びた。地元といえる第2戦スペインGPではレース中盤に5周に渡ってトップを走行、その後はタイヤの摩耗が激しくなりトップ争いには絡めなかったが、7位で完走を果たし初ポイントを獲得した。第3戦フランスGPではポールポジションを獲得したものの、決勝は転倒リタイヤに終わった。その後は下位集団でのレースが続き、結局ポイントを獲得できたのは走り慣れているスペインでの3レース（第2戦ヘレス、第7戦カタルニア、最終戦バレンシア）だけとなり、年間ランキングは24位に終わった。
2011年もチームに残留する予定であったが、メインスポンサーのジャック＆ジョーンズを失ったことによりチームは撤退、ノエスは一時的にシートを失ったが、結局BQRチーム3人目のライダーとしてMoto2クラス2年目のシーズンを迎えられることとなった。

## 主なレース戦績

### スペインロードレース選手権(CEV)
| シーズン | クラス           | バイク   | 出走 | 優勝 | 表彰台 | ポイント | シリーズ順位 |
| -------- | ---------------- | -------- | ---- | ---- | ------ | -------- | ------------ |
| 2001年   | スーパースポーツ | ホンダ   | 4    | 0    | 0      | 0        | 42位         |
| 2002年   | エクストリーム   | ホンダ   | 6    | 0    | 0      | 4        | 30位         |
| 2003年   | エクストリーム   | ホンダ   | 7    | 0    | 0      | 26       | 12位         |
| 2004年   | エクストリーム   | ヤマハ   | 7    | 0    | 0      | 20       | 12位         |
| 2005年   | エクストリーム   | ヤマハ   | 7    | 0    | 0      | 41       | 11位         |
| 2006年   | エクストリーム   | ヤマハ   | 7    | 0    | 0      | 25       | 14位         |
| 2007年   | エクストリーム   | スズキ   | 7    | 0    | 0      | 52       | 9位          |
| 2008年   | エクストリーム   | スズキ   | 7    | 1    | 2      | 89       | 4位          |
| 2009年   | エクストリーム   | カワサキ | 7    | 1    | 3      | 94       | 4位          |
| 合計     |                  |          | 59   | 2    | 5      | 351      |              |

### ロードレース世界選手権
- 凡例
- ボールド体のレースはポールポジション、イタリック体のレースはファステストラップを記録。

| シーズン | クラス | バイク       | 1      | 2     | 3       | 4      | 5      | 6      | 7     | 8      | 9       | 10     | 11     | 12      | 13     | 14     | 15     | 16      | 17     | シリーズ順位 | ポイント |
| -------- | ------ | ------------ | ------ | ----- | ------- | ------ | ------ | ------ | ----- | ------ | ------- | ------ | ------ | ------- | ------ | ------ | ------ | ------- | ------ | ------------ | -------- |
| 2010年   | Moto2  | プロモハリス | QAT 18 | SPA 7 | FRA Ret | ITA 26 | GBR 21 | NED 22 | CAT 7 | GER 21 | CZE Ret | IND 19 | SMR 24 | ARA Ret | JPN 22 | MAL 18 | AUS 31 | POR Ret | VAL 12 | 24位         | 22       |